# Drei Brüder (Riga)

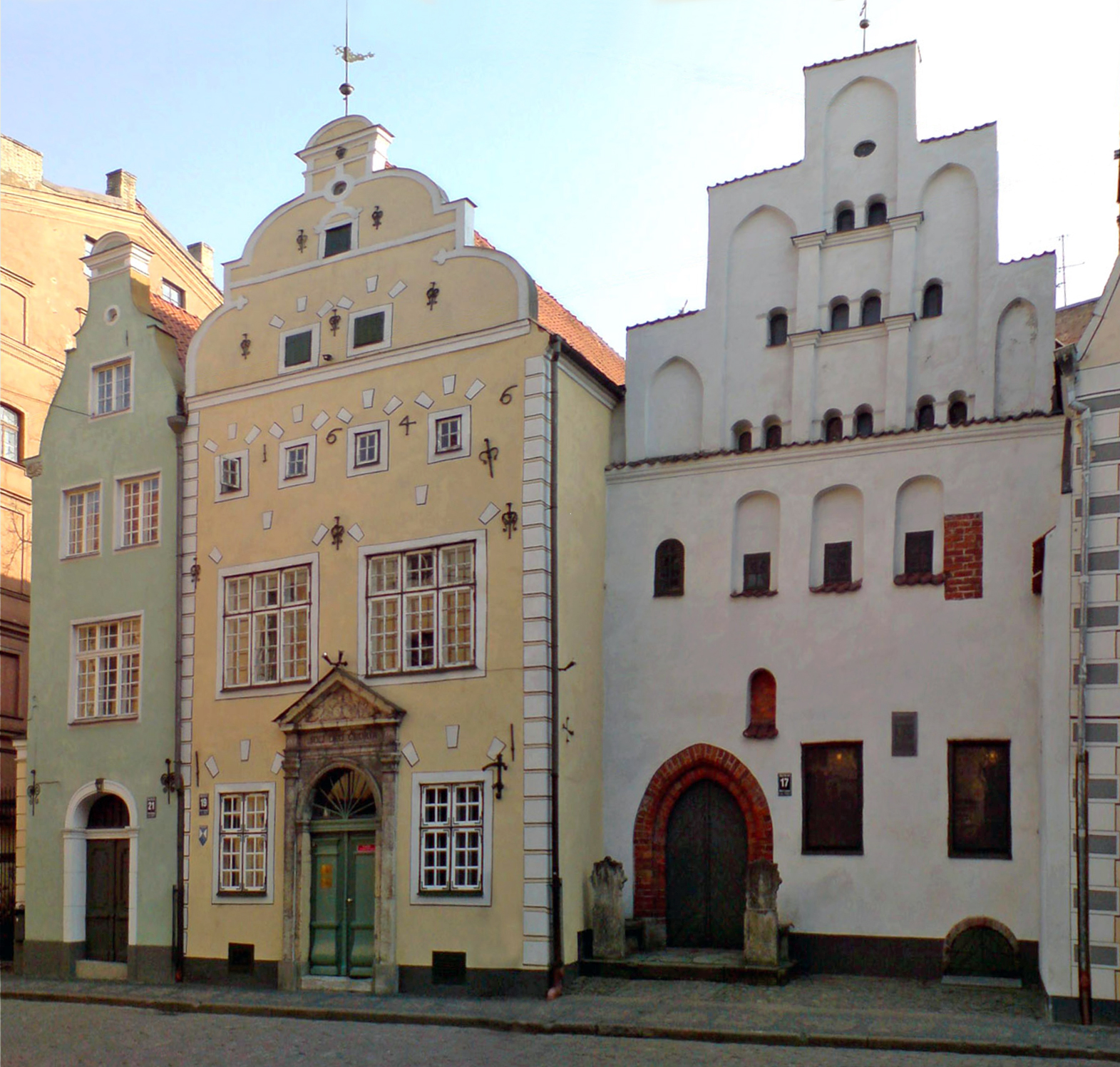
Die Drei Brüder

Die Drei Brüder (lettisch Trīs brāļi) sind ein Gebäudeensemble in der Altstadt von Riga.
Das Haus 17 ist das älteste profane Steingebäude im Stadtgebiet, es wurde bereits im 15. Jahrhundert mit Merkmalen niederländischer Renaissance-Häuser errichtet. Das Haus könnte einst einem Bäckermeister gehört haben, man fand ein aufgemaltes Zunft- oder Familienwappenbild mit Getreideähren unter dem Putz. Die Fassade von  Haus 19 wurde im Stil des Manierismus bauplastisch geschmückt, das Haus 21 erhielt einen barocken Giebel.
Auf kleinsten Parzellen als Gewerbe- und Handelshäuser errichtet, wurde in diesen Häusern gewohnt, gearbeitet und Handel getrieben. Alle drei Häuser sind mit Holzdecken ausgestattet, in deren Mitte sich eine Lücke befindet, durch die man Waren in die verschiedenen Stockwerke mit einem Seil herablassen konnte.
Die Drei Brüder wurden im Zweiten Weltkrieg zerstört und in den 1950er Jahren wieder aufgebaut. Heute beherbergen die Gebäude das Museum der lettischen Architektur und die Büros der Denkmalschutzbehörde.